# Єноти (мультсеріал)
«Єноти» (англ. «The Raccoons») — канадський комедійний мультиплікаційний серіал, що випускався з 1985 по 1992 рік.

## Сюжет
Дія розгортається в вічнозелених лісі, де живе головний герой серіалу єнот Берт і його друзі, Ральф і Мелісса, а також інші тварини. Життя мешканців лісу була б безтурботним, якби не багатій Сиріл Снір (рожевий трубкозуб), який час від часу намагається використовувати ліс для особистої наживи, і його підручні, троє свинів. Син СНІР Седрік дружить з єнотами і завжди намагається попередити їх про чергову небезпеку, що нависла над лісом. 

Мультфільм відрізняється м'яким, гуманним гумором і навіть лиходії тут не виглядають по-справжньому злими.

## Персонажі
| персонаж                    | вперше з'явився          | Відмінні особливості |
| --------------------------- | ------------------------ | --- |
| Єнот Берт                   | «Різдво у Єнотів»        | Безтурботний і гіперактивний єнот з багатою уявою. Любить читати комікс и, грати з радіокерованими літаками і інші розваги, властиві дітям. Віддає перевагу діяти навмання, чому часто потрапляє у халепу. Невідомо, скільки йому років, але він того ж віку, що і Ральф, Мелісса і Седрік (всі вони вчилися в одній школі і в одному класі). Є репортер ом незалежної газети The Evergreen Standard, заснованої Ральфом і Мелісою. Незважаючи на незібраність і тягу до авантюр, Берт — хороший друг, і навіть може служити в цьому плані зразком для наслідування. Носить червоно-жовтий хокейний светр з великою літерою «Б», обожнює арахісове масло. |
| Єнот Ральф                  | «Різдво у Єнотів»        | Дорослий, розважливий єнот. Чоловік Мелісси, друг дитинства Берта. Редактор незалежної газети «Вічнозелена Знамя», де Берт — репортер, а Мелісса — фотограф. Їх діяльність допомагає стримувати зростаючі амбіції Сирила СНІР і запобігати можливому нанесення шкоди вічнозелених Лісі. Ральф користується заслуженою повагою в суспільстві, завдяки своїй журналістській діяльності. Живе разом з Мелісою і Бертом в будинку під назвою The Raccoondiminuim (утворено від «єнот» + «кондомініум», розташованому в стовбурі сосни. Носить білий шарф, захоплюється веслуванням на каное і їздою на велосипеді тандемом разом з Мелісою. |
| Єнот Мелісса                | «Різдво у Єнотів»        | Успішний фотограф, прекрасна господиня, добрий друг. Дружина Ральфа. Одягнена в рожеву блузку. |
| Єнот Бентлі                 | «Час Назад»              | Комп'ютерник, Нерд. Чи не розлучається зі своїм ноутбук ом. |
| Єнот Ліза                   | «Весняна лихоманка»      | Народилася в сім'ї єнотів Джорджа і Ніколь приблизно в 1971—1972 році. Її сім'я тоді жила в місті. У школі грала за збірну школи з баскетболу, у неї був хлопець на ім'я Джон. Перший раз вона приїхала в Вічнозелений Ліс разом з Бентлі на вихідні. Берт відчуває до неї нерозділене кохання. Переломний момент в її житті настав в 1990 році. Джордж тоді втратив роботу, і вся сім'я була змушена переїхати в Вічнозелений Ліс. Для Лисиці це був крах усього звичного укладу життя. Школу вона на той час вже закінчила, але в місті у неї залишилися друзі, хлопець … Тому їй було дуже складно освоїтися на новому місці. Але завдяки допомозі Берта, їй вдалося подолати цю проблему і знайти опору в своїй родині. Потім життя Лисиці налагодилася. Вона влаштувалася на роботу, і навіть разом з Бертом брала участь в олімпіаді, яка проводилася в лісі. Берт тоді віддав їй свою золоту медаль, за що вона йому була дуже вдячна. |
| Сиріл Снір                  | «Різдво у Єнотів»        | Трубкозуб. Мільйонер, живе разом з сином Седріком і собакою Снегом в замку Sneer Mansion. Розважливий, хитрий, жадібний до грошей. Ворогує з єнотами, що заважають йому використовувати ресурси вічнозеленого лісу в своїх інтересах. Йому служить кілька великих, дурних ведмедів і троє поросят Пінк, Ллойд і Флойд, з якими він поводиться досить грубо і безцеремонно. До його позитивних якостей можна віднести вміння тримати слово, яким він дуже пишається, і любов до сина Седріка, яку він рідко виявляє. Незмінні деталі його образу: золотий зуб і сигара, яку він практично не виймає з рота. Про його дружині і матері Седріка нічого невідомо. |
| Седрік Снір                 | «Різдво у Єнотів»        | Трубкозуб, син Сирила Сніра. Інтелігентний юнак, носить окуляри з товстими лінзами і краватку-метелик. Винахідник, чиї ідеї любить експлуатувати Сиріл Снір. Відчуває ніжну прихильність до батька, незважаючи на його важкий характер. Любить шоколадний пудинг. Захоплюється хокеєм і грою на гітарі. |
| Софія Туту                  | «Єноти на льоду»         | Трубкозуб. Вихована, скромна дівчина з вищого суспільства. Подруга Седріка. |
| Поросята Пінк, Лойд і Флойд | «Єноти і Втрачена Зірка» | Працівники Сирила Сніра, досить безглузді. |
| Шеффер                      | «Різдво у Єнотів»        | Сіра вівчарка, зазвичай спокійний у всіх ситуаціях, і може допомогти, коли у його друзів проблеми |
| Бру                         | «Єноти і Втрачена Зірка» | Вівчарки, зазвичай знаходиться поруч з Бертом |
| Снег                        | «Єноти на льоду»         | Собака Сирила, яка дуже схожа на нього |

## Музична тема
Lisa Lougheed — «Run with us» [Архівовано 29 січня 2022 у Wayback Machine.]